# بھگوال
بهگوال (به انگلیسی: Bhagwal) یک روستا در پاکستان است که در پنجاب واقع شده‌است.